# Abudemio
Abudemio (fl. IV secolo) fu, secondo la tradizione, un cristiano vissuto all'inizio del IV secolo che subì il martirio nell'isola di Tenedo sotto Diocleziano (poche versioni indicano Giuliano anziché Diocleziano, ma si tratta probabilmente di un errore); è venerato come santo dalla Chiesa cattolica e da quella ortodossa.
Forse di professione pastore, si rifiutò di mangiare carne offerta in sacrificio a idoli pagani e venne quindi torturato e ucciso; dapprima legato e picchiato, poi gli vennero spezzate le costole con "chiodi di ferro" e quindi venne decapitato. Le sue reliquie erano ancora presenti a Tenedo all'inizio del XII secolo, quando vennero visitate da Daniil Palomnik.
L'etimologia del suo nome (in greco Αβούδιμος, Aboudimos), forse orientale, è incerta; alcune fonti ipotizzano origini latine (con il significato di "che parla dolcemente", "che parla bene") oppure greche (come etnonimo riferito alla città di Abydos). 